# عملیات که-گو
عملیات که-گو (به ژاپنی: ケ号作戦, Ke-gō Sakusen) خروج نیروهای ژاپنی از گوادال‌کانال تا حد زیادی موفقیت‌آمیز بود، و نتیجه‌گیری لشکرکشی گوادال‌کانال از جنگ جهانی دوم بود. این عملیات بین ۱۴ ژانویه و ۷ فوریه ۱۹۴۳ انجام شد و هر دو نیروی زمینی امپراتوری ژاپن (IJA) و نیروی دریایی امپراتوری ژاپن (IJN) درگیر هدایت کلی ژاپنی‌ها شدند. ستاد کل امپراتوری (IGH). از فرماندهان این عملیات می‌توان به یاماموتو ایسوروکو و هیتوشی ایمامورا اشاره کرد.